# Главиця (Босилєво)
45°27′ пн. ш. 15°19′ сх. д. / 45.45° пн. ш. 15.31° сх. д.
Главиця (хорв. Glavica) — населений пункт у Хорватії, у Карловацькій жупанії у складі громади Босилєво.

## Населення
Населення за даними перепису 2011 року становило 34 осіб.
Динаміка чисельності населення поселення: